# Cneorane varipes
Cneorane varipes es un coleóptero de la familia Chrysomelidae.
Fue descrita científicamente en 1896 por Jacoby.